# Žarnovická dolina
Žarnovická dolina – dolina w Wielkiej Fatrze na Słowacji znajdująca się na jej południowo-zachodnim krańcu.

## Położenie
Jest to długa, kręta i całkowicie porośnięta lasem dolina. W lesie po wschodniej stronie zabudowanego obszaru wsi Čremošné uchodzi do doliny Teplicy. Górą podchodzi pod południowo-zachodnie zbocza Smrekova (1441 m). Orograficznie prawe zbocza Žarnovickiej doliny tworzą Čremošnianske lazy, Harmanovo, Maľy Rakytov, Veľký Rakytov, Rožková i Smrekov. Zbocza prawe tworzy południowy grzbiet Smrekova przez Krasný kopec biegnący do szczytu 1055 m nad przełęczą Malý Šturec. Tu grzbiet zmienia kierunek na zachodni i poprzez Holý kopec biegnie do szczytu Diel. Ten odcinek grzbietu oddziela Žarnovicką dolinę od doliny potoku Biela voda, którą biegnie droga krajowa nr 14. U zachodnich podnóży Diela obydwie doliny łączą się tworząc dolinę Teplicy.
Dnem Žarnovickiej doliny spływa potok Teplica, dawniej zwany Žarnovicą. Dolina ma  ma kilka bocznych odgałęzień. Największe to Rožková dolina, dolina potoku Široká i dolina potoku Lopušná. Prawe zbocza doliny znajdują się w obrębie Parku Narodowego Wielka Fatra, lewe w jego otulinie. W Rožkovej dolinie utworzono rezerwat przyrody Veľká Skalná.

## Opis doliny
Žarnovická dolina uważana jest za jedną z ładniejszych dolin Wielkiej Fatry. Różne rodzaje skał i gleb, zróżnicowane ukształtowanie terenu oraz łąki i pastwiska, stwarzają warunki dla bardzo bogatej flory i fauny. Z chronionych roślin występuje tutaj m.in. obuwik pospolity. Licznie żyją tu wszystkie europejskie gatunki drapieżników: niedźwiedź brunatny, drapieżny wilk i ryś. Mogą nią wędrować nie tylko turyści piesi, ale także rowerzyści (oznakowana ścieżka rowerowa). Jest także trasa do uprawiania narciarstwa biegowego. Przy szlaku turystycznym w środkowej części doliny znajduje się pomnik bohaterów słowackiego powstania narodowego.
W dolinie występują liczne skały, a także różnego rodzaju formy krasowe. Na skale Orlia veža dawniej uprawiano wspinaczkę skalną. Są na niej doskonałe drogi wspinaczkowe. Obecnie gniazdują na niej ptaki drapieżne i wspinaczka jest zabroniona,

## Turystyka
Punktem startowym do zwiedzania doliny są miejscowości Háj, Čremošné i Rakša, a także położony w górach Hotel górski Kráľova studňa. Dnem Žarnovickiej doliny biegnie droga leśna (tylko dla pojazdów upoważnionych). Drogą tą poprowadzono szlak turystyki pieszej i rowerowej. Szlak żółty krzyżuje się z czerwono znakowanym głównym szlakiem Wielkiej Fatry – Cestą hrdinov SNP.
  Háj – Čremošnianske lazy – Kôpka – Veľká Skalná, ustie – Košarisko (skrzyżowanie z czerwonym szlakiem do hotelu górskiego Kráľova studňa. Odległość 13,6 km, suma podejść 885 m, suma zejść 205 m, czas przejścia 4:15 h, z powrotem 3:40 h.
  Rakša – Mača – Sedlo za Drieňkom – Malý Rakytov, ubočie – Rožková dolina – Veľká Skalná, ustie (skrzyżowanie z żółtym szlakiem do Kráľovej studi). Odległość 11,8 km, suma podejść 695 m, suma zejść 495 m, czas przejścia 4 h, z powrotem 3:40 h.